# 委任 (官制)
委任，是南京國民政府文官制的一種，也是現今中華民國政府文官編制一種，屬於公務人員官等，分為第一至五職等，官等在薦任之下，是文官的第四級官階，亦為最低的官等。

## 起源
1928年10月3日，中执委常委会第172次会议通过《训政纲领》，同日以国民政府第565号训令公布《中华民国国民政府组织法》，规定：委任，由各主管长官直接任命。如国家机关的科员。

## 現況
公務人員普通考試及格者，取得委任第三職等任用資格。
公務人員初等考試及格者，取得委任第一職等任用資格。